# Fort Deposit
La ville de Fort Deposit est située dans le comté de Lowndes, dans l’État de l’Alabama, aux États-Unis. Lors du recensement de 2000, sa population s’élevait à 1 270 habitants. C’est la ville la plus peuplée du comté. Elle fait partie de l’agglomération de Montgomery.

## Démographie
| 1880 | 1890 | 1900  | 1910 | 1920 | 1930  | 1940  | 1950  |
| ---- | ---- | ----- | ---- | ---- | ----- | ----- | ----- |
| 350  | 518  | 1 078 | 893  | 830  | 1 092 | 1 351 | 1 358 |

| 1960  | 1970  | 1980  | 1990  | 2000  | 2010  | - | - |
| ----- | ----- | ----- | ----- | ----- | ----- | - | - |
| 1 466 | 1 438 | 1 519 | 1 240 | 1 270 | 1 344 | - | - |

## Source
- (en) Cet article est partiellement ou en totalité issu de l’article de Wikipédia en anglais intitulé « Fort Deposit, Alabama » (voir la liste des auteurs).